# Ferland (Saskatchewan)
Pour les articles homonymes, voir Ferland.
Ferland est un hameau fransaskois dans la municipalité rurale de Mankota n ° 45 au sud-ouest de la province de Saskatchewan, au Canada. Jusqu'au 4 novembre 1988, Ferland avait le statut de village. Le hameau est situé à 10 km à l'est du Village de Mankota sur la route 18 à proximité de son intersection avec la route 19. En 2012, le Gouvernement de la Saskatchewan a reconnu Ferland comme un village contribuant au fait français en Saskatchewan, et y a fait installer un drapeau fransaskois de manière permanente.
Le village est établi à 780 m d'altitude dans une vallée de la montagne des Bois drainée par la rivière Mac Donald, un petit affluent du cours supérieur de la rivière des Bois. Les sommets voisins culminent à 860 m d'altitude à 3 km au nord et à 890 m à 6 km au sud.
Pearl Fournier (1907-1982), fondatrice de la Fédération des Franco-Canadiennes du diocèse de Gravelbourg y vécut.

## Infrastructure
Le hameau abrite l'Aéroport de Ferland.